# Windows Aero
Windows Aero — комплекс технических решений графического пользовательского интерфейса, применяемый в операционных системах корпорации Microsoft. Впервые интерфейс Aero появился в предшественнике Windows Vista, существовавший с 2001-2004 года, под названием Longhorn. Операционная система Windows 7, вышедшая в 2009 году, также использует Windows Aero, однако интерфейс претерпел незначительные изменения и улучшения. С интерфейсом Aero ассоциируется футуристическое направление в графическом дизайне под названием Frutiger Aero.
Windows 7 является последней версией Windows, в которой был применён интерфейс Aero. В Windows 8 используется Metro UI, а начиная с Windows 10 Fall Creators Update, Microsoft внедряет Fluent Design System.

## Системные требования
Для полной поддержки (3D-эффектов, прозрачности) Windows Aero требуется 32-разрядный (x86) или 64-разрядный (x64) процессор с частотой 1 ГГц, 512 Мб ОЗУ для Windows Vista, для Windows 7 — 1 Гб ОЗУ, а также требуется видеокарта, совместимая с DirectX 9, Pixel Shader 2.0 и Vertex Shader 2.0 с 128 Мб собственной памяти. Однако Windows Aero можно запустить, используя видеокарту с 64 Мб собственной памяти, но при этом многие эффекты работать не будут.
Интерфейс Windows Aero поддерживают операционные системы Windows Vista и Windows 7, кроме редакций Начальная (Starter) и Домашняя базовая (Home Basic). Однако в последней можно включить упрощенный интерфейс Aero без плавных анимаций, прозрачности и некоторых других возможностей.

## Возможности
Windows Aero использует анимацию окон при открытии, закрытии, сворачивании, восстановлении окна. Прозрачные элементы окон с размывкой заднего плана позволяют пользователю сконцентрироваться только на содержимом активного окна. Пользователь может настроить цвет заливки прозрачных окон по своему вкусу. Другие новые возможности Windows Aero представлены в виде компонентов Windows Aero и описываются ниже.

## Компоненты
Впервые Windows Aero был использован в Windows Vista. Он объединяет несколько независимых технических решений:
- Aero Glass — применение прозрачных (с размывкой заднего плана) заголовков и панелей в окнах в стиле оформления Windows Aero.
- Активные эскизы — возможность просмотра текущего состояния окна (для Windows Flip и Flip 3D — иное применение, см. ниже).
- Активные эскизы панели задач — миниатюры окон, появляющиеся при наведении на кнопку окна на панели задач. В Windows 7 активные эскизы получили дальнейшее развитие: кнопки на панели задач группируются по приложениям. В результате для каждого приложения на панели задач будет одна кнопка. Эскизы появляются как при наведении курсора мыши на кнопку, так и при щелчке на кнопке панели задач. Чтобы сразу перейти к последнему окну приложения, нужно удерживать кнопку Ctrl. Кто считает такое поведение неудобным, может изменить его при помощи параметра реестра LastActiveClick[3], после чего при однократном щелчке на кнопке будет вызвано на передний план последнее окно приложения, а при повторных щелчках будут циклически перебираться другие его окна.
- Windows Flip — новый вид меню Alt+Tab ↹, в котором показываются эскизы открытых окон с их значками в углу.
- Windows Flip 3D — замена Alt+Tab ↹, вызываемая сочетанием ⊞ Win+Tab ↹, при которой все окна выстраиваются в ряд в 3D. При помощи повторного нажатия ⊞ Win+Tab ↹, стрелок клавиатуры или колесика мыши можно прокручивать окна. ↵ Enter или клик мышкой активирует окно, находящееся на переднем плане.

Функции, добавленные в Windows 7:
- Aero Shake — позволяет свернуть все неактивные приложения движением мыши. Для её активации достаточно захватить заголовок окна и немного «потрясти». Повторное встряхивание восстанавливает свернутые этим способом окна.
- Aero Peek — позволяет отобразить рабочий стол и все находящиеся на нём значки и гаджеты, не сворачивая при этом окон запущенных программ, которые его перекрывают[4]. Активируется, когда указатель мыши помещён на специальную кнопку в правом углу панели задач. Нажатие на эту кнопку сворачивает все окна. Также может активироваться нажатием клавиш ⊞ Win+Space
- Aero Snap — позволяет простым движением мыши разворачивать окно на пол-экрана (с вертикальным разделением) или во весь экран. Для этого нужно перетащить окно к левой/правой или верхней границе экрана соответственно до упора в неё курсором.

## Недостатки
- Занимает больше видеопамяти.
- Если система расходует слишком много ресурсов на Aero или/и если видеокарта или её драйверы старые, система автоматически меняет интерфейс на «Упрощенный стиль», в Windows Vista Service Pack 1 эта проблема отсутствует и Windows Aero, будучи активированной один раз, работает всегда и при любых условиях (кроме старой видеокарты или старых драйверов видеокарты).
- Иногда невозможно создать активный эскиз для приложения.
- Ограниченные возможности для гибкой настройки интерфейса по сравнению со стандартным и классическим видами.